# 山田義仁
山田 義仁（やまだ よしひと、1961年11月30日 - ）は、日本の実業家。オムロン株式会社代表取締役社長を経て、同社取締役会長。

## 人物・経歴
大阪府大阪市出身。桃山学院高等学校を経て、1984年同志社大学経済学部卒業、立石電機（現オムロン）入社、健康機器事業部営業に配属。以降長年健康医療機器部門に従事し、2000年ヘルスケアビジネスカンパニー商品企画課長に就任。2001年米国Omron Healthcare, Inc.副社長。2003年欧州Omron Healthcare, Europe B.V.社長。2006年オムロンヘルスケア執行役員経営統轄部長。2008年オムロンヘルスケア代表取締役社長に就任。2010年オムロン執行役員常務。2011年からオムロン代表取締役社長を務め、「事業を通じて社会的課題を解決する」を理念に経営を行った。2023年オムロン取締役会長、NEC取締役。

## テレビ出演
- 日経スペシャル カンブリア宮殿 血圧計だけじゃない！技術で人を幸せに... "元祖ベンチャー企業"の感動経営（2014年2月27日、テレビ東京）[6]